# 新唐書
『新唐書』（しんとうじょ）は、中国の唐代の正史である。五代の後晋の劉昫の手になる『旧唐書』（くとうじょ）と区別するために、『新唐書』と呼ぶが、単に『唐書』（とうじょ）と呼ぶこともある。
北宋の欧陽脩・曾公亮らの奉勅撰、225巻、仁宗の嘉祐6年（1060年）の成立である。

## 構成
1. 本紀、10巻
2. 志、50巻
3. 表、15巻
4. 列伝、150巻

## 編纂の経緯・後世の評価
『旧唐書』は、唐末五代の戦乱の影響で、武宗以後の皇帝は実録に欠落があるなど史料不足による不備が大きかった。宋代になって、新出の豊富な史料によって、その欠を補ったのが、本書である。
本紀・志・表は欧陽脩が編纂。列伝は宋祁の撰とされるが、実際には宋敏求らの多数の当時を代表する学者が関与している。志の中に「兵志」を新設して、表を多用したのは、その功績とされている。
また文章も、唐宋八大家の一人であり古文家の大立者である欧陽脩のものであるため、簡潔な文体で叙述されている。ただ、簡略に過ぎていることや、詔勅の文章を古文に改変したり、中には錯誤も見られるため、史料的な価値では『旧唐書』に及ばないとされる。
同時期に『資治通鑑』を編纂した司馬光は、その「唐紀」の材料の多くを『旧唐書』から取り、本書にはほとんど依拠していない。本書の編纂に参画した呂夏卿は、本書の成立の直後に『唐書直筆新例』1巻を著すと、呉縝は『新唐書糾謬』20巻を著した。
宋代に盛んとなった中華思想を背景に、本書には復古的で儒教的な道義を重視する態度が貫かれている。「春秋の筆法」と呼ばれる主観的な叙述を用いているため、客観性を欠くという指摘がなされている。また、李白が乗船中、酒に酔って水面に映る月を取ろうとして船から転落して死亡した、と言う有名な俗説を取り入れてしまっている点も批判されている。
清朝の王鳴盛（『十七史商榷』）や趙翼（『二十二史箚記』）に代表される考証学の学者たちも、本書に対しては批判的である。
天体観測の記録も含まれており、天文学史の分野においては775年の宇宙線飛来と思われる記述など当時の天文現象を記述した貴重な資料となっている。

## 日本について
『新唐書』巻二二〇、東夷日本伝に「天智死、子天武立。死、子總持立。咸亨元年、遣使賀平高麗。後稍習夏音、悪倭名、更号日本」（→天智死して、子の天武立つ。死して、子の総持立つ。咸亨元年、使を遣わして高麗を平らぐるを賀せり。後に稍夏音を習ひ、倭名を悪み、号を日本と更めたり）とあり、咸亨元年すなわち670年より後に總持（持統天皇か）が「倭」をあらためて「日本」と号したとの記述がある。天皇に「夏音」（漢音）を教えたのは持統朝の音博士・続守言と薩弘恪であると見られる。『旧唐書』では倭と日本が並立した状態で書かれているが、『新唐書』では「日本伝」としてまとめられている。ただし上記の部分に続けて「使者自言、國近日所出、以爲名。或云日本乃小國、爲倭所并、故冒其號」（→使者自ら言ふ「国は日の出づる所に近く、以って名と為す」と。或るひと云ふ「日本は乃ち小国、倭の并する所と為り、故に其の号を冒す」と）とあり、倭が小国だった日本を併合して国号を取ったという異伝を併記している。『南斉書』によると479年に加羅の荷知王が南朝の斉に遣使して「輔国将軍・本国王」に封じられており、加羅は倭王武の「都督」に含まれるため、少なくとも「本」についてはこの異伝は当たらずとも遠からずと言える。
隋の開皇末に天皇家の目多利思比孤が初めて中国と通じたと書かれている。そして、日本の王の姓は阿毎氏であること、筑紫城にいた神武が大和を統治し天皇となったことなどが記載されている。出典は示されていないが、宋史日本伝の記事から、東大寺の僧侶奝然が宋の太宗に献上した『王年代紀』を参照したと考えられている。
以上のとおり天御中主から彥瀲までの32世、天皇は神武天皇以下皇極天皇まで列挙されている。またその後には光孝天皇までが詳述されている。ただし、天御中主から彥瀲までの世数は宋史日本伝では「二十三世」であり、全ての名前が列挙されて数も合っているため、「三十二世」は二と三を取り違えた可能性が高い。『古事記』や『日本書紀』と異なる記事で注目される。
また遣唐使に加わった橘逸勢や空海等の名が見える。最後に「邪古 波邪 多尼三小王」について触れられ（時代は明らかでない）、これらは屋久島、隼人、種子島のことともいわれる。
なお、唐書を読んだフビライ・ハンは、「日本には金銀を豊富に産出するとある」と書かれていたことから日本に興味をもち、親交を結ぼうとしたが、当時の執権である北条時宗にすげなく断られたことがフビライの逆鱗にふれて、元寇につながったとされる。

## 内容

### 本紀
1. 本紀第一 高祖
2. 本紀第二 太宗
3. 本紀第三 高宗
4. 本紀第四 則天皇后・中宗
5. 本紀第五 睿宗・玄宗
6. 本紀第六 粛宗・代宗
7. 本紀第七 徳宗・順宗・憲宗
8. 本紀第八 穆宗・敬宗・文宗・武宗・宣宗
9. 本紀第九 懿宗・僖宗
10. 本紀第十 昭宗・哀帝

### 志
1. 志第一 礼楽一
2. 志第二 礼楽二
3. 志第三 礼楽三
4. 志第四 礼楽四
5. 志第五 礼楽五
6. 志第六 礼楽六
7. 志第七 礼楽七
8. 志第八 礼楽八
9. 志第九 礼楽九
10. 志第十 礼楽十
11. 志第十一 礼楽十一
12. 志第十二 礼楽十二
13. 志第十三上 儀衛上
14. 志第十三下 儀衛下
15. 志第十四 車服
16. 志第十五 暦一
17. 志第十六 暦二
18. 志第十七上 暦三上
19. 志第十七下 暦三下
20. 志第十八上 暦四上
21. 志第十八下 暦四下
22. 志第十九 暦五
23. 志第二十上 暦六上
24. 志第二十下 暦六下
25. 志第二十一 天文一
26. 志第二十二 天文二
27. 志第二十三 天文三
28. 志第二十四 五行一
29. 志第二十五 五行二
30. 志第二十六 五行三
31. 志第二十七 地理一
32. 志第二十八 地理二
33. 志第二十九 地理三
34. 志第三十 地理四
35. 志第三十一 地理五
36. 志第三十二 地理六
37. 志第三十三上 地理七上
38. 志第三十三下 地理七下
39. 志第三十四 選挙上
40. 志第三十五 選挙下
41. 志第三十六 百官一
42. 志第三十七 百官二
43. 志第三十八 百官三
44. 志第三十九上 百官四上
45. 志第三十九下 百官四下
46. 志第四十 兵
47. 志第四十一 食貨一
48. 志第四十二 食貨二
49. 志第四十三 食貨三
50. 志第四十四 食貨四
51. 志第四十五 食貨五
52. 志第四十六 刑法
53. 志第四十七 芸文一
54. 志第四十八 芸文二
55. 志第四十九 芸文三
56. 志第五十 芸文四

### 表
1. 表第一 宰相上
2. 表第二 宰相中
3. 表第三 宰相下
4. 表第四 方鎮一
5. 表第五 方鎮二
6. 表第六 方鎮三
7. 表第七 方鎮四
8. 表第八 方鎮五
9. 表第九 方鎮六
10. 表第十上 宗室世系上
11. 表第十下 宗室世系下
12. 表第十一上 宰相世系一上 - 西眷裴氏・洗馬裴氏・南来呉裴氏・中眷裴氏・東眷裴氏・彭城劉氏・尉氏劉氏・臨淮劉氏・南陽劉氏・広平劉氏・丹陽劉氏・曹州南華劉氏・河南劉氏
13. 表第十一下 宰相世系一下 - 皇舅房蕭氏・斉梁房蕭氏・三祖房竇氏・平陵房竇氏・陳氏・封氏・観王房楊氏・越公房楊氏・京兆高氏・晋陵高氏・河南房氏・宇文氏
14. 表第十二上 宰相世系二上 - 長孫氏・京兆杜氏・襄陽杜氏・洹水杜氏・濮陽杜氏・武陽房隴西李氏・姑臧房隴西李氏・丹陽房隴西李氏・南祖趙郡李氏・東祖趙郡李氏・西祖趙郡李氏・遼東李氏・江夏李氏・漢中李氏
15. 表第十二中 宰相世系二中 - 琅邪王氏・太原王氏・京兆王氏・館陶魏氏・宋城魏氏・鹿城魏氏・温氏・戴氏・侯氏・岑氏
16. 表第十二下 宰相世系二下 - 河東張氏・始興張氏・馮翊張氏・呉郡張氏・清河東武城張氏・河間張氏・中山張氏・魏郡張氏・汲郡張氏・鄭州張氏・扶風馬氏・茌平馬氏・褚氏・鄭州崔氏・許州鄢陵房崔氏・南祖崔氏・清河大房崔氏・清河小房崔氏・清河青州房崔氏・博陵安平崔氏・博陵大房崔氏・博陵第二房崔氏・博陵第三房崔氏・于氏
17. 表第十三上 宰相世系三上 - 西眷房柳氏・東眷房柳氏・韓氏・来氏・安陸許氏・辛氏・任姓・盧氏
18. 表第十三下 宰相世系三下 - 上官氏・楽氏・孫氏・九真姜氏・丹徒枝陸氏・太尉枝陸氏・侍郎枝陸氏・新安趙氏・敦煌趙氏・南陽趙氏・閻氏・郝氏・南祖薛氏・西祖薛氏
19. 表第十四上 宰相世系四上 - 西眷韋氏・東眷韋氏・逍遙公房韋氏・鄖公房韋氏・南皮公房韋氏・駙馬房韋氏・龍門公房韋氏・小逍遙公房韋氏・京兆韋氏・華陰郭氏・昌楽郭氏・中山郭氏・武氏・騫氏・沈氏・趙郡蘇氏・武功蘇氏・范氏・邢氏・傅氏・史氏・宗氏・格氏
20. 表第十四下 宰相世系四下 - 欧陽氏・狄氏・河東袁氏・陝郡姚氏・婁氏・豆盧氏・永安周氏・吉氏・顧氏・朱氏・唐氏
21. 表第十五上 宰相世系五上 - 敬氏・桓氏・祝氏・紀氏・北祖鄭氏・南祖鄭氏・滎陽鄭氏・滄州鄭氏・鍾氏・広平宋氏・源氏・安定牛氏・苗氏・呂氏・第五氏
22. 表第十五下 宰相世系五下 - 常氏・喬氏・關氏・渾氏・瀛州斉氏・董氏・河南賈氏・権氏・皇甫氏・程氏・令狐氏・段氏・元氏・路氏・舒氏・白氏・夏侯氏・蔣氏・畢氏・曹姓・徐氏・下博孔氏・独孤氏・柳城李氏（1）・武威李氏・高麗李氏・柳城李氏（2）・鶏田李氏・范陽李氏・代北李氏・営州王氏・太原王氏・安東王氏・田氏・烏氏

### 列伝
1. 列伝第一 后妃上 - 太穆竇皇后・文徳長孫皇后・徐賢妃・王皇后・則天武皇后・和思趙皇后・韋皇后・上官昭容・粛明劉皇后・昭成竇皇后・王皇后・貞順武皇后・元献楊皇后・楊貴妃
2. 列伝第二 后妃下 - 張皇后・章敬呉太后・貞懿独孤皇后・睿真沈太后・昭徳王皇后・韋賢妃・荘憲王皇后・懿安郭太后・孝明鄭太后・恭僖王太后・貞献蕭太后・宣懿韋太后・尚宮宋若昭・郭貴妃・王賢妃・元昭晁太后・恵安王太后・郭淑妃・恭憲王太后・何皇后
3. 列伝第三 宗室 - 李道宗・李道興・李孝基・李道玄・李叔良・李孝協・李思訓・李晋・李幼良・李琛・李孝恭・李瓌（中国語版）・李瑗・李神通・李道彦・李孝逸・李神符・李博義・李奉慈
4. 列伝第四 高祖諸子 - 李建成・李玄霸・李元吉・李智雲・李元景・李元昌・李元亨・李元方・李元礼・李元嘉・李元則・李元懿・李元軌・李鳳・李元慶・李元裕・李元名・李霊夔・李元祥・李元暁・李元嬰
5. 列伝第五 太宗諸子 - 李承乾・李寛・李恪・李泰・李祐・李愔・李惲・李貞・李治・李慎・李囂・李簡・李福・李明
6. 列伝第六 三宗諸子
7. 列伝第七 十一宗諸子
8. 列伝第八 諸帝公主
9. 列伝第九 - 李密・単雄信・祖君彦
10. 列伝第十 - 王世充・竇建徳
11. 列伝第十一 - 薛挙・李軌・劉武周・高開道・劉黒闥
12. 列伝第十二 - 蕭銑・輔公祏（中国語版）・沈法興・李子通・梁師都
13. 列伝第十三 - 劉文静・裴寂
14. 列伝第十四 - 屈突通・尉遅敬徳・張公謹・秦叔宝・唐倹・段志玄
15. 列伝第十五 - 劉弘基・殷開山・劉政会・許紹・程知節・柴紹・任瓌（中国語版）・丘和
16. 列伝第十六 - 温大雅・皇甫無逸・李襲志・姜謩（中国語版）・崔善為・李嗣真
17. 列伝第十七 - 杜伏威・張士貴・李子和・苑君璋・羅芸・王君廓
18. 列伝第十八 - 李靖・李客師・李令問・李彦芳・李勣・李敬業・李思文
19. 列伝第十九 - 侯君集・張亮・薛万均・薛万徹・薛万備・盛彦師・盧祖尚・劉世譲・劉蘭・李君羨
20. 列伝第二十 - 高倹・高履行・高真行・高重・竇威・竇軌・竇琮・竇抗・竇静・竇誕・竇璡・竇徳玄
21. 列伝第二十一 - 房玄齢・房遺愛・杜如晦・杜楚客・杜淹・杜元穎・杜審権・杜譲能
22. 列伝第二十二 - 魏徴・魏謩
23. 列伝第二十三 - 王珪・王燾・薛収・薛元超・薛元敬・薛稷・薛伯陽・馬周・馬載・韋挺・韋待価・韋武・韋万石
24. 列伝第二十四 - 李綱・李安仁・李迥秀・李大亮・李安静・李道裕・戴冑・戴至徳・劉洎・楽彦瑋・崔仁師・崔湜・崔液・崔澄
25. 列伝第二十五 - 陳叔達・楊恭仁・楊思訓・楊師道・楊執柔・封倫・裴矩・宇文士及・鄭善果・鄭元璹・権万紀・権懐恩・閻立徳・閻立本・蔣儼・韋弘機・韋岳子・姜師度・強循・張知謇
26. 列伝第二十六 - 蕭瑀・蕭鈞・蕭嗣業・蕭嵩・蕭華・蕭復・蕭俛・蕭倣・蕭廩・蕭遘・蕭定
27. 列伝第二十七 - 岑文本・岑羲・岑長倩・格輔元・虞世南・李百薬・李安期・褚亮・劉孝孫・李玄道・李守素・姚思廉・姚璹・姚珽・令狐徳棻・令狐峘・鄧世隆・顧胤・李延寿
28. 列伝第二十八 - 蘇世長・蘇良嗣・蘇弁・韋雲起・韋方質・孫伏伽・張玄素
29. 列伝第二十九 - 于志寧・于休烈・于敖・于琮・龐厳・高季輔・張行成・張易之・張昌宗
30. 列伝第三十 - 長孫無忌・長孫敞・長孫操・長孫詮・長孫順徳・褚遂良・褚璆・韓瑗・来済・来恒・李義琰・李巣・李義琛・上官儀
31. 列伝第三十一 - 杜正倫・崔知温・高智周・石仲覧・郭正一・趙弘智・来章・崔敦礼・楊弘礼・盧承慶・劉祥道・李敬玄・劉徳威・孫処約・邢文偉・高子貢
32. 列伝第三十二 - 傅奕・呂才・陳子昂・王無競・趙元
33. 列伝第三十三 - 劉仁軌・裴行倹・裴光庭・裴稹・裴倩・裴均・婁師徳
34. 列伝第三十四 - 崔義玄・楊再思・竇懐貞・宗楚客・紀処訥・祝欽明・郭山惲・王璵
35. 列伝第三十五 諸夷蕃将 - 史大奈・馮盎・阿史那社爾・阿史那忠・執失思力・契苾何力・黒歯常之・李謹行・泉男生・李多祚・李湛・論弓仁・尉遅勝・尚可孤・裴玢
36. 列伝第三十六 - 郭孝恪・張倹・王方翼・蘇定方・薛仁貴・程務挺・王孝傑・唐休璟・張仁願・張敬忠・王晙
37. 列伝第三十七 - 王義方・員半千・石抱忠・韓思彦・蘇安恒・薛登・王求礼・柳沢範・馮元常・蔣欽緒
38. 列伝第三十八 - 唐臨・唐紹・張文瓘・徐有功・徐彦若
39. 列伝第三十九 - 崔融・徐彦伯・蘇味道・豆盧欽望・史務滋・崔元綜・周允元
40. 列伝第四十 - 狄仁傑・郝処俊・朱敬則
41. 列伝第四十一 - 王綝・韋思謙・陸元方・陸象先・王及善・李日知・杜景佺・李懐遠
42. 列伝第四十二 - 裴炎・劉禕之・魏玄同・李昭徳・吉頊
43. 列伝第四十三 - 張廷珪・韋湊・韋見素・韓思復・宋務光・呂元泰・辛替否・李渤・裴潾・張皋・李中敏・李款・李甘
44. 列伝第四十四 - 武平一・李乂・賈曾・白居易・白行簡・白敏中
45. 列伝第四十五 - 桓彦範・盧襲秀・薛季昶・楊元琰・敬暉・崔玄暐・張柬之・袁恕己
46. 列伝第四十六 - 劉幽求・鍾紹京・崔日用・王毛仲・李守徳・陳玄礼
47. 列伝第四十七 - 魏元忠・韋安石・郭元振
48. 列伝第四十八 - 李嶠・蕭至忠・盧蔵用・韋巨源・趙彦昭・和逢堯
49. 列伝第四十九 - 姚崇・宋璟
50. 列伝第五十 - 蘇瓌・張説
51. 列伝第五十一 - 魏知古・盧懐慎・李元紘・杜暹・張九齢・韓休
52. 列伝第五十二 - 張嘉貞・源乾曜・裴耀卿
53. 列伝第五十三 - 蘇珦・尹思貞・畢構・李傑・鄭惟忠・王志愔・許景先・潘好礼・倪若水・席豫・斉澣
54. 列伝第五十四 - 裴守真・崔沔・盧従願・李朝隠・王丘・厳挺之
55. 列伝第五十五 - 裴漼・陽嶠・宋慶礼・楊瑒・崔隠甫・李尚隠・解琬
56. 列伝第五十六 宗室宰相 - 李適之・李峴・李勉・李夷簡・李程・李石・李回
57. 列伝第五十七 - 劉子玄・呉兢・韋述・蔣乂・柳芳・沈既済
58. 列伝第五十八 - 郭虔瓘・郭知運・王君㚟・張守珪・王忠嗣・牛仙客
59. 列伝第五十九 - 宇文融・韋堅・楊慎矜・王鉷
60. 列伝第六十 - 哥舒翰・高仙芝・封常清
61. 列伝第六十一 - 李光弼
62. 列伝第六十二 - 郭子儀
63. 列伝第六十三 - 李嗣業・馬璘・李抱玉・路嗣恭
64. 列伝第六十四 - 房琯・張鎬・李泌
65. 列伝第六十五 - 崔円・苗晋卿・裴冕・裴遵慶・呂諲
66. 列伝第六十六 - 崔光遠・鄧景山・魏少游・衛伯玉・李澄・韓全義・盧従史・高霞寓
67. 列伝第六十七 - 李麟・楊綰・崔祐甫・柳渾・韋処厚・路隋
68. 列伝第六十八 - 高適・元結・李承・韋倫・薛玨・崔漢衡・戴叔倫・王翃・徐申・郗士美・辛秘
69. 列伝第六十九 - 来瑱・田神功・侯希逸・崔寧・厳礪
70. 列伝第七十 - 元載・王縉・黎幹・楊炎・厳郢・竇参
71. 列伝第七十一 - 李栖筠・李鄘
72. 列伝第七十二 - 王思礼・魯炅・王難得・辛雲京・馮河清・李芃・李叔明・曲環・王虔休・盧群・李元素・盧士玫
73. 列伝第七十三 - 令狐彰・張孝忠・康日知・李洧・劉澭・田弘正・王承元・牛元翼・史孝章
74. 列伝第七十四 - 劉晏・第五琦・班宏・王紹・李巽
75. 列伝第七十五 - 李揆・常袞・趙憬・崔造・斉映・盧邁
76. 列伝第七十六 - 関播・董晋・袁滋・趙宗儒・竇易直
77. 列伝第七十七 - 張鎰・姜公輔・武元衡・李絳・宋申錫
78. 列伝第七十八 - 段秀実・顔真卿
79. 列伝第七十九 - 李晟
80. 列伝第八十 - 馬燧・渾瑊
81. 列伝第八十一 - 楊朝晟・戴休顔・陽恵元・李元諒・李観・韓游瓌・杜希全・邢君牙
82. 列伝第八十二 - 陸贄
83. 列伝第八十三 - 韋皋・張建封・厳震・韓弘
84. 列伝第八十四 - 鮑防・李自良・蕭昕・薛播・樊沢・王緯・呉湊・鄭権・陸亘・盧坦・柳晟・崔戎
85. 列伝第八十五 - 徐浩・呂渭・孟簡・劉伯芻・楊憑・潘孟陽・崔元略・韋綬
86. 列伝第八十六 - 張薦・趙涓・李紓・鄭雲逵・徐岱・王仲舒・馮伉・庾敬休
87. 列伝第八十七 - 姚南仲・独孤及・顧少連・韋夏卿・段平仲・呂元膺・許孟容・薛存誠・李遜
88. 列伝第八十八 - 孔巣父・穆寧・崔邠・柳公綽・楊於陵
89. 列伝第八十九 - 帰崇敬・奚陟・崔衍・盧景亮・薛苹・衛次公・薛戎・胡証・丁公著・崔弘礼・崔玄亮・王質・殷侑・王彦威
90. 列伝第九十 - 鄭余慶・鄭珣瑜・高郢・鄭絪・権徳輿・崔群
91. 列伝第九十一 - 賈耽・杜佑・令狐楚
92. 列伝第九十二 - 白志貞・裴延齢・崔損・韋渠牟・李斉運・李実・皇甫鎛・王播
93. 列伝第九十三 - 韋執誼・王叔文・陸質・劉禹錫・柳宗元・程异
94. 列伝第九十四 - 杜黄裳・裴洎・李藩・韋貫之
95. 列伝第九十五 - 高崇文・伊慎・朱忠亮・劉昌裔・范希朝・王鍔・孟元陽・王栖曜・劉昌・趙昌・李景略・任迪簡・張万福・高固
96. 列伝第九十六 - 李光進・烏重胤・王沛・楊元卿・曹華・高瑀・劉沔・石雄
97. 列伝第九十七 - 于頔・王智興・杜兼・杜亜
98. 列伝第九十八 - 裴度
99. 列伝第九十九 - 李逢吉・元稹・牛僧孺・李宗閔・楊嗣復
100. 列伝第一百 - 竇群・劉栖楚・張又新・楊虞卿・張宿・熊望・柏耆
101. 列伝第一百一 - 韓愈
102. 列伝第一百二 - 銭徽・崔咸・韋表微・高釴・馮宿・李虞仲・李翺・盧簡辞・高元裕・封敖・鄭薫・敬晦・韋博・李景譲
103. 列伝第一百三 - 劉蕡
104. 列伝第一百四 - 李訓・鄭注・王涯
105. 列伝第一百五 - 李徳裕
106. 列伝第一百六 - 陳夷行・李紳・李譲夷
107. 列伝第一百七 - 李固言・李玨・崔珙
108. 列伝第一百八 - 畢諴・崔彦昭・劉鄴
109. 列伝第一百九 - 馬植・楊収・路巌
110. 列伝第一百一十 - 鄭畋・王鐸・王徽
111. 列伝第一百一十一 - 周宝・王処存・鄧処訥
112. 列伝第一百一十二 - 王重栄・諸葛爽・李罕之
113. 列伝第一百一十三 - 楊行密・時溥・朱瑄
114. 列伝第一百一十四 - 高仁厚・趙犨・田頵
115. 列伝第一百一十五 - 劉建鋒・成汭・杜洪
116. 列伝第一百一十六 忠義上 - 夏侯端・劉感・常達・謝叔方・呂子臧・馬元規・王行敏・盧士叡・李玄通・羅士信・張道源・張楚金・李育徳・李公逸・張善相・高叡・高仲舒・安金蔵・王同晈・王潜・周憬・呉保安・李憕・李源・李彭・盧奕・盧元輔・張介然・崔無詖
117. 列伝第一百一十七 忠義中 - 顔杲卿・顔泉明・賈循・隠林・張巡・許遠・南霽雲・雷万春・姚誾
118. 列伝第一百一十八 忠義下 - 程千里・袁光廷・龐堅・蔡廷玉・張名振・石演芬・呉漵・賈直言・辛讜
119. 列伝第一百一十九 卓行 - 元徳秀・李崿・権皋・甄済・陽城・何蕃・司空図
120. 列伝第一百二十 孝友 - 李知本・張志寛・劉君良・王少玄・任敬臣・支叔才・程袁師・武弘度・宋思礼・鄭潜曜・元譲・裴敬彜・梁文貞・沈季詮・許伯会・陳集原・陸南金・張琇・徐元慶・余常安・梁悦・穆宗世・侯知道・程倶羅・何澄粋
121. 列伝第一百二十一 隠逸 - 王績・孫思邈・王希夷・李元愷・司馬承禎・賀知章・陸羽・陸亀蒙
122. 列伝第一百二十二 循吏 - 韋仁寿・陳君賓・張允済・李素立・孫至遠・薛大鼎・賈敦頤・田仁会・裴懐古・韋景駿・李恵登・羅向・韋丹・盧弘宣・薛元賞・何易于
123. 列伝第一百二十三 儒学上 - 陸徳明・顔師古・顔相時・孔穎達・欧陽詢・欧陽通・蓋文達・蕭徳言
124. 列伝第一百二十四 儒学中 - 郎余令・徐斉聃・沈伯儀・路敬淳・王元感・王紹宗・彭景直・盧粲・尹知章・張斉賢・柳沖・馬懐素・孔若思
125. 列伝第一百二十五 儒学下 - 褚無量・元行沖・陳貞節・施敬本・盧履冰・王仲丘・康子元・趙冬曦・啖助・韋彤・陳京・暢当・林蘊・韋公粛・許康佐
126. 列伝第一百二十六 文芸上 - 袁朗・賀徳仁・蔡允恭・謝偃・崔信明・劉延祐・張昌齢・崔行功・杜審言・王勃・楊炯・盧照鄰・駱賓王・元万頃・范履冰
127. 列伝第一百二十七 文芸中 - 李適・劉允済・沈佺期・宋之問・閻朝隠・尹元凱・劉憲・李邕・呂向・王翰・李白・王維・鄭虔・蕭穎士・陸拠・柳并・皇甫冉・蘇源明
128. 列伝第一百二十八 文芸下 - 李華・孟浩然・王昌齢・崔顥・劉太真・邵説・于邵・崔元翰・于公異・李益・盧綸・欧陽詹・李賀・呉武陵・李商隠・薛逢・李頻・呉融
129. 列伝第一百二十九 方技 - 李淳風・甄権・許胤宗・張文仲・袁天綱・客師・張憬蔵・乙弗弘礼・金梁鳳・王遠知・薛頤・葉法善・明崇儼・尚献甫・厳善思・杜生・張果・邢和璞・師夜光・羅思遠・姜撫・桑道茂
130. 列伝第一百三十 列女
131. 列伝第一百三十一 外戚 - 独孤懐恩・武士彠・武承嗣・武三思・武攸曁・楊国忠・李翛・鄭光
132. 列伝第一百三十二 宦者上 - 楊思勗・高力士・程元振・魚朝恩・竇文場・霍仙鳴・劉貞亮・吐突承璀・馬存亮・厳遵美・仇士良・楊復光
133. 列伝第一百三十三 宦者下 - 李輔国・王守澄・劉克明・田令孜・楊復恭・劉季述・韓全誨・張彦弘
134. 列伝第一百三十四 酷吏 - 索元礼・来俊臣・周興・丘神勣・侯思止・王弘義・郭弘覇・姚紹之・周利貞・王旭・吉温・羅希奭・崔器・毛若虚・敬羽
135. 列伝第一百三十五 藩鎮魏博 - 田承嗣・史憲誠・何進滔・韓允中・楽彦禎・羅弘信・羅紹威
136. 列伝第一百三十六 藩鎮鎮冀 - 李宝臣・王武俊・王廷湊・王元逵・王紹鼎・王紹懿・王景崇・王鎔
137. 列伝第一百三十七 藩鎮盧龍 - 李懐仙・朱滔・劉怦・劉済・朱克融・李載義・楊志誠・史元忠・張仲武・張允伸・張公素・李茂勲・李全忠・劉仁恭
138. 列伝第一百三十八 藩鎮淄青横海 - 李正己・李納・李師古・程日華・程懐直・程懐信・李全略・李同捷
139. 列伝第一百三十九 藩鎮宣武彰義澤潞 - 劉玄佐・鄧惟恭・呉少誠・呉少陽・呉元済・李祐・劉悟・劉従諫・李佐之・李師晦・李丕
140. 列伝第一百四十上 突厥上 - 突厥・東突厥
141. 列伝第一百四十下 突厥下 - 東突厥・西突厥
142. 列伝第一百四十一上 吐蕃上
143. 列伝第一百四十一下 吐蕃下
144. 列伝第一百四十二上 回鶻上 - 回鶻
145. 列伝第一百四十二下 回鶻下 - 回鶻・鉄勒
146. 列伝第一百四十三 沙陀
147. 列伝第一百四十四 北狄 - 契丹・奚・室韋・黒水靺鞨・渤海
148. 列伝第一百四十五 東夷 - 高麗・百済・新羅・日本・流鬼
149. 列伝第一百四十六上 西域上 - 泥婆羅・党項・東女・高昌・吐谷渾・焉耆・亀茲・跋禄迦・疏勒・于闐・天竺・摩掲陀・那掲・烏茶・章求抜・悉立・罽賓
150. 列伝第一百四十六下 西域下 - 康・寧遠・大勃律・小勃律・吐火羅・謝亹・識匿・箇失蜜・骨咄・蘇毘・師子・波斯・拂菻・大食
151. 列伝第一百四十七上 南蛮上 - 南詔上
152. 列伝第一百四十七中 南蛮中 - 南詔下・蒙巂詔・越析詔・浪穹詔・邆賧詔・施浪詔
153. 列伝第一百四十七下 南蛮下 - 環王国・盤盤・扶南・真臘・訶陵・投和・瞻博・室利佛逝・名蔑・単単・驃・両爨蛮・南平獠・西原蛮
154. 列伝第一百四十八上 姦臣上 - 許敬宗・李義府・傅游芸・李林甫・陳希烈
155. 列伝第一百四十八下 姦臣下 - 盧杞・崔胤・崔昭緯・柳璨・蔣玄暉・張廷範・氏叔琮・朱友恭
156. 列伝第一百四十九上 叛臣上 - 僕固懐恩・周智光・梁崇義・李懐光・陳少遊・李錡
157. 列伝第一百四十九下 叛臣下 - 李忠臣・喬琳・高駢・朱玫・王行瑜・陳敬瑄・李巨川
158. 列伝第一百五十上 逆臣上 - 安禄山・安慶緒・高尚・孫孝哲・史思明・史朝義
159. 列伝第一百五十中 逆臣中 - 李希烈・朱泚
160. 列伝第一百五十下 逆臣下 - 黄巣・秦宗権・董昌